# سانامگانج
سانامگانج (به لاتین: Sunamganj) یک منطقهٔ مسکونی در بنگلادش است که در ناحیه سونام‌گنج واقع شده‌است. سانامگانج ۱۷٫۳۹ کیلومتر مربع مساحت و ۵۰٬۶۶۴ نفر جمعیت دارد.